# Rally de Portugal de 2011
El Rally de Portugal de 2011, oficialmente 4.5º Vodafone Rally de Portugal, fue la 45.ª edición y la tercera ronda de la temporada 2011 del Campeonato Mundial de Rally. Se disputó en la zona de Almancil, Algarve del 24 al 27 de marzo y contó con un itinerario de diecisiete tramos de tierra que sumaban un total de 385.37 km cronometrados. Fue también la segunda ronda del Campeonato de Producción y la primera de la Academia WRC.
El ganador fue Sébastien Ogier que logró su tercera victoria en el campeonato del mundo, seguido de su compañero de equipo Sébastien Loeb que finalizó a medio minuto. Tercero fue Jari-Matti Latvala con el Ford Fiesta RS WRC que terminó por delante de su compañero Hirvonen. El ganador del campeonato de Producción fue Hayden Paddon y en la Academia WRC Egon Kaur.

## Itinerario y ganadores
- El itinerario contó con un tramo especial en Lisboa el primer día.

| Día            | Tramo | Hora  | Tramo                            | Distancia | Ganador                            | Tiempo  | Veloc. media | Líder rally        |
| -------------- | ----- | ----- | -------------------------------- | --------- | ---------------------------------- | ------- | ------------ | ------------------ |
| Día 1 (24 Mar) | SS1   | 15:30 | SSS Lisboa                       | 3.27 km   | Mikko Hirvonen                     | 2:49.6  | 69.41 km/h   | Mikko Hirvonen     |
| Día 2 (25 Mar) | SS2   | 09:05 | Santa Clara 1                    | 22.99 km  | Petter Solberg                     | 14:03.5 | 98.12 km/h   | Mikko Hirvonen     |
| Día 2 (25 Mar) | SS3   | 09:53 | Ourique 1                        | 20.27 km  | Sébastien Loeb Sébastien Ogier     | 12:53.9 | 94.29 km/h   | Mikko Hirvonen     |
| Día 2 (25 Mar) | SS4   | 11:06 | Felizes 1                        | 21.31 km  | Sébastien Ogier                    | 13:25.4 | 95.25 km/h   | Sébastien Ogier    |
| Día 2 (25 Mar) | SS5   | 14:25 | Santa Clara 2                    | 22.99 km  | Sébastien Ogier Jari-Matti Latvala | 13:50.9 | 99.61 km/h   | Sébastien Ogier    |
| Día 2 (25 Mar) | SS6   | 15:13 | Ourique 2                        | 20.27 km  | Jari-Matti Latvala                 | 12:45.2 | 95.36 km/h   | Sébastien Ogier    |
| Día 2 (25 Mar) | SS7   | 16:26 | Felizes 2                        | 21.31 km  | Jari-Matti Latvala                 | 13:27.1 | 95.05 km/h   | Jari-Matti Latvala |
| Día 3 (26 Mar) | SS8   | 10:17 | Almodovar 1                      | 26.23 km  | Sébastien Loeb                     | 16:12.8 | 97.07 km/h   | Jari-Matti Latvala |
| Día 3 (26 Mar) | SS9   | 11:10 | Vascão 1                         | 25.26 km  | Petter Solberg                     | 16:25.9 | 92.24 km/h   | Jari-Matti Latvala |
| Día 3 (26 Mar) | SS10  | 12:00 | Loulé 1                          | 22.56 km  | Sébastien Ogier                    | 15:31.6 | 87.18 km/h   | Sébastien Ogier    |
| Día 3 (26 Mar) | SS11  | 15:02 | Almodovar 2                      | 26.23 km  | Sébastien Ogier                    | 15:59.6 | 98.40 km/h   | Sébastien Ogier    |
| Día 3 (26 Mar) | SS12  | 15:55 | Vascão 2                         | 25.26 km  | Petter Solberg                     | 16:11.2 | 93.63 km/h   | Sébastien Ogier    |
| Día 3 (26 Mar) | SS13  | 16:45 | Loulé 2                          | 22.56 km  | Petter Solberg                     | 15:13.6 | 88.90 km/h   | Sébastien Ogier    |
| Día 4 (27 Mar) | SS14  | 07:34 | Silves 1                         | 21.39 km  | Mikko Hirvonen                     | 12:13.1 | 105.04 km/h  | Sébastien Ogier    |
| Día 4 (27 Mar) | SS15  | 08:27 | Santana da Serra 1               | 31.04 km  | Petter Solberg                     | 22:52.2 | 81.43 km/h   | Sébastien Ogier    |
| Día 4 (27 Mar) | SS16  | 11:55 | Silves 2                         | 21.39 km  | Petter Solberg                     | 12:12.5 | 105.12 km/h  | Sébastien Ogier    |
| Día 4 (27 Mar) | SS17  | 16:11 | Santana da Serra 2 (Power stage) | 31.04 km  | Sébastien Loeb                     | 22:35.9 | 82.41 km/h   | Sébastien Ogier    |

### Power Stage
| Pos | Piloto             | Tiempo  | Difer. | Veloc. media | Puntos |
| --- | ------------------ | ------- | ------ | ------------ | ------ |
| 1   | Sébastien Loeb     | 22:35.9 | 0.0    | 82.41 km/h   | 3      |
| 2   | Jari-Matti Latvala | 22:37.6 | +1.7   | 82.31 km/h   | 2      |
| 3   | Sébastien Ogier    | 22:40.0 | +4.1   | 82.16 km/h   | 1      |

## Clasificación final
| Pos.        | Piloto                | Copiloto            | Automóvil                | Tiempo    | Diferencia | Puntos  |
| General     | General               | General             | General                  | General   | General    | General |
| ----------- | --------------------- | ------------------- | ------------------------ | --------- | ---------- | ------- |
| 1.          | Sébastien Ogier       | Julien Ingrassia    | Citroën DS3 WRC          | 4:10:53.4 | 0.0        | 25+1    |
| 2.          | Sébastien Loeb        | Daniel Elena        | Citroën DS3 WRC          | 4:11:25.2 | 31.8       | 18+3    |
| 3.          | Jari-Matti Latvala    | Miikka Anttila      | Ford Fiesta RS WRC       | 4:14:15.5 | 3:22.1     | 15+2    |
| 4.          | Mikko Hirvonen        | Jarmo Lehtinen      | Ford Fiesta RS WRC       | 4:17:09.7 | 6:16.3     | 12      |
| 5.          | Matthew Wilson        | Scott Martin        | Ford Fiesta RS WRC       | 4:18:41.9 | 7:48.5     | 10      |
| 6.          | Petter Solberg        | Chris Patterson     | Citroën DS3 WRC          | 4:21:10.8 | 10:17.4    | 8       |
| 7.          | Kimi Räikkönen        | Kaj Lindström       | Citroën DS3 WRC          | 4:21:47.5 | 10:54.1    | 6       |
| 8.          | Federico Villagra     | Jorge Pérez Companc | Ford Fiesta RS WRC       | 4:22:32.2 | 11:38.8    | 4       |
| 9.          | Henning Solberg       | Ilka Minor          | Ford Fiesta RS WRC       | 4:25:09.8 | 14:16.4    | 2       |
| 10.         | Dennis Kuipers        | Frédéric Miclotte   | Ford Fiesta RS WRC       | 4:28:48.0 | 17:54.6    | 1       |
| PWRC        |                       |                     |                          |           |            |         |
| 1. (11.)    | Hayden Paddon         | John Kennard        | Subaru Impreza WRX STI   | 4:33:33.4 | 0.0        | 25      |
| 2. (15.)    | Jukka Ketomaki        | Kai Risberg         | Mitsubishi Lancer Evo X  | 4:41:13.3 | 7:39.9     | 18      |
| 3. (16.)    | Martin Semerád        | Michal Ernst        | Mitsubishi Lancer Evo IX | 4:42:46.0 | 9:12.6     | 15      |
| 4. (18.)    | Benito Guerra         | Borja Rozada        | Mitsubishi Lancer Evo X  | 4:47:12.7 | 13:39.3    | 12      |
| 5. (19.)    | Valeriy Gorban        | Sergey Larens       | Mitsubishi Lancer Evo IX | 4:47:16.7 | 13:43.3    | 10      |
| 6. (20.)    | Oleksandr Saliuk, Jr. | Pavlo Cherepin      | Mitsubishi Lancer Evo IX | 4:48:10.9 | 14:37.5    | 8       |
| 7. (24.)    | Michał Kościuszko     | Maciek Szczepaniak  | Mitsubishi Lancer Evo X  | 4:53:02.0 | 19:28.6    | 6       |
| 8. (26.)    | Majed Al Shamsi       | Khaled Al Kendi     | Subaru Impreza WRX STI   | 4:54:17.3 | 20:43.9    | 4       |
| 9. (28.)    | Bader Al Jabri        | Stephen McAuley     | Subaru Impreza WRX STI   | 5:01:58.7 | 28:25.3    | 2       |
| 10. (29.)   | Patrik Flodin         | Göran Bergsten      | Subaru Impreza WRX STI   | 5:02:57.1 | 29:23.7    | 1       |
| WRC Academy |                       |                     |                          |           |            |         |
| 1.          | Egon Kaur             | Mait Laidvee        | Ford Fiesta R2           | 3:30:13.8 | 0.0        | 25+3    |
| 2.          | Victor Henriksson     | Joel Ardell         | Ford Fiesta R2           | 3:30:30.2 | 16.4       | 18+1    |
| 3.          | Christian Riedemann   | Michael Wenzel      | Ford Fiesta R2           | 3:33:45.0 | 3:31.2     | 15      |
| 4.          | Brendan Reeves        | Rhianon Smyth       | Ford Fiesta R2           | 3:34:57.2 | 4:43.4     | 12      |
| 5.          | Alastair Fisher       | Daniel Barritt      | Ford Fiesta R2           | 3:36:09.4 | 5:55.6     | 10+2    |
| 6.          | Miguel Baldoni        | Fernando Mussano    | Ford Fiesta R2           | 3:36:55.2 | 6:41.4     | 8       |
| 7.          | Andrea Crugnola       | Roberto Mometti     | Ford Fiesta R2           | 3:42:39.8 | 12:26.0    | 6       |
| 8.          | Molly Taylor          | Rebecca Smart       | Ford Fiesta R2           | 3:43:05.7 | 12:51.9    | 4       |
| 9.          | Matteo Brunello       | Michele Ferrara     | Ford Fiesta R2           | 3:51:43.2 | 21:29.4    | 2       |
| 10.         | Timo van den Marel    | Erwin Berkhof       | Ford Fiesta R2           | 4:11:05.6 | 40:51.8    | 1       |